# Mueang Phetchaburi (huyện)
Mueang Phetchaburi (tiếng Thái: เมืองเพชรบุรี) là huyện thủ phủ (Amphoe Mueang) của tỉnh Phetchaburi, miền trung Thái Lan.

## Lịch sử
Huyện được thành lập khoảng năm 1903. Chính quyền đặt tên là Khlong Krachaeng do trung tâm huyện nằm ở tambon Khlong Krachaeng.

## Địa lý
Các huyện giáp ranh (từ phía đông bắc theo chiều kim đồng hồ) là Ban Laem, Khao Yoi, Ban Lat, Tha Yang của tỉnh Phetchaburi và vịnh Bangkok.
Nguồn nước chính ở đây là sông Phetchaburi.

## Hành chính
Huyện này được chia thành 24 phó huyện (tambon), các đơn vị này lại được chia ra thành 184 làng (muban). Có 3 đô thị ở huyện này: thị xã (thesaban mueang) Phetchaburi nằm trên toàn bộ tambon Tha Rap và Khlong Krachaeng. Có hai thị trấn (thesaban tambon), Hat Chao Sam Ran nằm trên toàn bộ tambon Hat Chao Sam Ran, Hua Saphan nằm trên toàn bộ Hua Saphan và Wang Tako. Có 18 Tổ chức hành chính tambon.
| 1.  | Tha Rap          | ท่าราบ       |  |
| 2.  | Khlong Krachaeng | คลองกระแชง  |  |
| 3.  | Bang Chan        | บางจาน      |  |
| 4.  | Na Phan Sam      | นาพันสาม     |  |
| 5.  | Thong Chai       | ธงชัย        |  |
| 6.  | Ban Kum          | บ้านกุ่ม       |  |
| 7.  | Nong Sano        | หนองโสน     |  |
| 8.  | Rai Som          | ไร่ส้ม        |  |
| 9.  | Wiang Khoi       | เวียงคอย     |  |
| 10. | Bang Chak        | บางจาก      |  |
| 11. | Ban Mo           | บ้านหม้อ      |  |
| 12. | Ton Mamuang      | ต้นมะม่วง     |  |
| 13. | Chong Sakae      | ช่องสะแก     |  |
| 14. | Na Wung          | นาวุ้ง        |  |
| 15. | Sam Marong       | สำมะโรง     |  |
| 16. | Pho Phra         | โพพระ       |  |
| 17. | Hat Chao Samran  | หาดเจ้าสำราญ |  |
| 18. | Hua Saphan       | หัวสะพาน     |  |
| 19. | Ton Maphrao      | ต้นมะพร้าว    |  |
| 20. | Wang Tako        | วังตะโก      |  |
| 21. | Pho Rai Wan      | โพไร่หวาน    |  |
| 22. | Don Yang         | ดอนยาง      |  |
| 23. | Nong Khanan      | หนองขนาน    |  |
| 24. | Nong Phlap       | หนองพลับ     |  |